# S/S Carl Johan

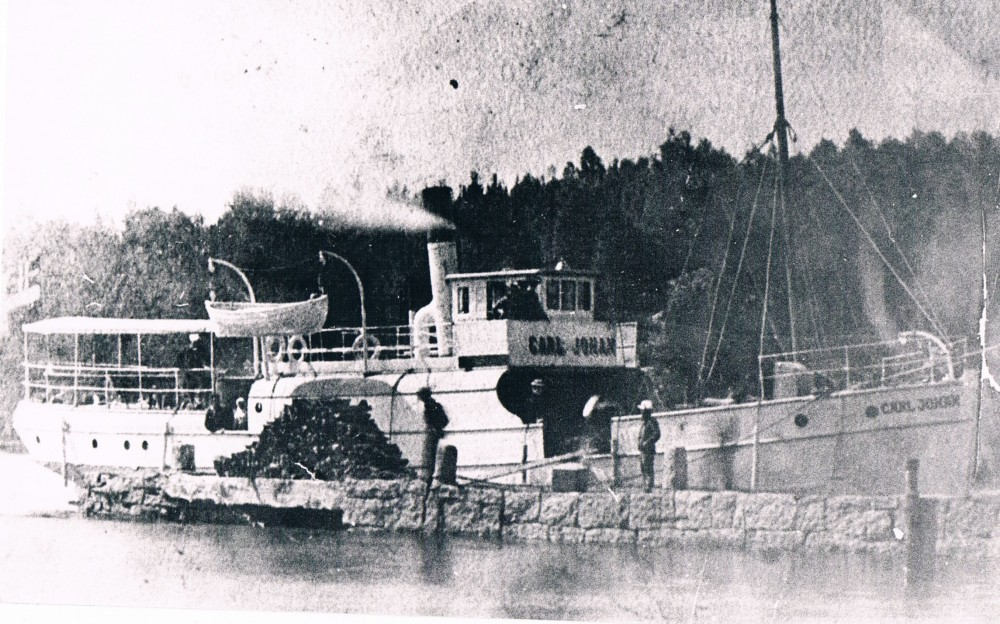
S/S Carl Johan vid Sånnas brygga vid sjön Sommen, 1903

S/S Carl Johan var ett passagerarfartyg i trä, som trafikerade sjön Sommen.
Carl Johan beställdes hos Motala Verkstad av häradshövdingen Johan Axel Åstrand (1828-1884) och medintressenter för passagerartrafik på sjön Sommen mellan orten Sommen och Norra Vi.
Fartyget konstruerades med dubbel bordläggning på stålspant, inre 2/4 tum och yttre 1/3 tum i furu. Kölstock, förstäv, akterstam  samt maskinbädd och panna var av ek. Fartyget plåtförhydrades även. Maskinen från Motala verkstad var en så kallad Carlsunds compound med stålkondensor(Otto Carlsund). Det var en tvåcylindrig compoundångmaskin på 35 hk vid ett ångtryck av 7–8 bar (6-7 kg/cm2). För fram- och backmanövrer har maskinen en slidregling av Stephensons typ. 
Fartyget byggdes 1873-1874 på en åker vid Stallberga gård av Motala verkstads ingenjörer och skeppsbyggmästare, tillsammans med hantverkare från bygden runt Sommen. Den 30 juni 1874 sjösattes fartyget och 29 augusti blev jungfrufärd till Asby gård för middag och döptes efter J A Åstrands far överjägmästaren Carl Johan Åstrand (1793-1861) på Eds herrgård. Gäst var bland andra kung Oscar II. fartyget mättes in för 200 passagerare och hade en besättning på åtta personer, varav tre skötte kafé och restaurang. Det såldes även sprit på färden, eftersom redaren en tid hade utskänkningstillstånd i Småland, men inte i Östergötland. När den småländska gränsen närmades, blåstes det i ångvisslan och baren öppnades. 
| ”               | En av befälhavarna var kapten Norman, som var ganska begiven på starkvaror. Vid ett tillfälle när fartyget skulle avgå från Norra Vi saknades han. Efter mycket letande hittades han på kyrkogården i Norra Vi där han låg och sov ruset av sig. När han väcktes utbrast han: -Jag har aldrig sovit så gott någonstans och här vill jag sedan vila för evigt när den dagen kommer. Så blev det och kapten Norman begravdes på kyrkogården i Norra Vi. Hans grav finns strax till höger när man går in på kyrkogården från sjösidan. | „ |
| – Ove Rubensson | |   |

Fartyget gjorde 57 säsonger, tills hon lades upp 1931 vid Torpöns färjeläge på Torpön. Maskinen såldes till Tekniska museet av Franz Löfving. Ankaret står ännu kvar på berget som minnesmärke. År 1937 bogserades Carl Johan till Skoboviken för att bli kafé, vilket hon var fram till 1950-talet. Hon avregistrerades ur fartygsregistret 1982.
Carl Johan köptes 1987 av Lennart Holm, som demonterade fartyget och renoverade det. Det finns på ett privat museum i Romanäs.